# Kampens spiller
I holdsport gives en pris for kampens spiller (også kendt som kampens mand eller kampens kvinde )   ofte til den bedst præsterende spiller i en bestemt kamp. Dette kan være en spiller fra begge hold, selvom spilleren generelt er valgt fra det vindende hold.
Nogle sportsgrene har unikke traditioner med hensyn til disse priser, og de er især eftertragtede i mesterskabs- eller all-star-spil . I Australien bruges udtrykket " bedst og retfærdigst " normalt, både til individuelle spil og sæsonlange priser. I nogle konkurrencer, især i Nordamerika, bruges udtrykkene " mest værdifulde spiller " (MVP) eller "mest fremragende spiller". I ishockey i Nordamerika genkendes tre spillere, kaldet "de tre stjerner ".
I sportsgrene, hvor slutspillet afgøres efter serier frem for individuelle spil, såsom professionel basketball og baseball, gives der almindeligvis MVP-priser for serien og i ishockeyens NHL for præstationer i hele slutspillet.

## Fodbold
I fodbold går prisen "man of the match" (MOTM) typisk til en spiller på den vindende side. Spillere, der scorer et hattrick, eller målmænd, som under pres forhindrer mål, får ofte prisen. Hattrickscorere modtager normalt matchbolden, uanset om de er officielt kåret som kampens spiller eller ej.
Kampens spiller bliver ofte valgt af en tv-kommentator eller en sponsor. Det er dog ikke alle konkurrencer, der har en officiel kampens spiller pris, så nogle gange gives der udmærkelser fra hjemmesider eller aviser i stedet. I Premier League, for eksempel, modtager en spiller et lille sort og guld trofæ for deres præstation af kampens spiller. 
Når det gives uformelt (for eksempel af en klummeskribent), kan MOTM blive "tildelt" sardonisk, for eksempel til dommeren, hvis skribenten mener, at han har påvirket resultatet på grund af opfattet inkompetence.

## Australsk fodbold
I Australsk fodbold bliver kampens spiller ofte omtalt som at have været den "bedste på jorden" (eller "BOG"). Medier giver øjeblikkelig, uofficiel anerkendelse, der i vid udstrækning er ærespræget, ofte på et 5–4–3–2–1 eller 3–2–1 stemmegrundlag.[kilde mangler] Officielt anerkendes kampens spiller som den spiller, der har modtaget det maksimale antal stemmer af dommere (3) i Brownlow Medal optællingen ved sæsonens afslutning. Der gøres undtagelser i løbet af sæsonen for visse reserverede spil såsom Western Derby, The ANZAC Day clash, QClash og Showdown, hvor medaljer officielt belønnes i præsentationer efter afslutningen af kampen. På dagen for AFL Grand Final vil en spiller blive tildelt Norm Smith-medaljen som værende den bedste på jorden kåret af et uafhængigt panel af eksperter i Australsk fodbold. 

## Cricket
I cricket blev kampens mand-prisen et fast indslag i testkampe i midten af 1980'erne. Man of the match-titlen tildeles normalt til den spiller, hvis bidrag ses som det mest kritiske til at vinde spillet.
I en kamp afholdt den 3. april 1996 blev hele holdet fra New Zealand tildelt prisen for kampens mænd. Det var det første tilfælde, hvor et helt hold blev tildelt den. I en testkamp, der blev spillet mellem 15,16,17,18 januar 1999 mellem Sydafrika og Vestindien, blev hele det sydafrikanske hold kåret som kampens mand. 
I testkampe har Jacques Kallis rekorden for det højeste antal vundet priser, med 23 ud af 166 spillede kampe. I ODI'er har Sachin Tendulkar rekorden for det højeste antal kampens mand-titler med 62 priser i 463 spillede kampe.  Tendulkar efterfølges af Sanath Jayasuriya, der sammen med Ricky Ponting også har rekorden for flest kampens mand-titler som kaptajn.  I den korteste form af spillet, T20 Internationals, holdes denne rekord af Virat Kohli, som har vundet 15 priser i 115 kampe.

## Gælisk spil
I de gæliske spil i hurling og gælisk fodbold, "kampens mand" ( irsk: Laoch na hImeartha </link> ,  "spillets helt") tildeles almindeligvis efter vigtige spil. Et usædvanligt eksempel var 2008 All-Ireland Senior Hurling Championship Final, hvor prisen blev givet til Brian Cody, Kilkenny- manageren, i stedet for en spiller. 
I kvindesporten camogie og dame-gælisk fodbold, bruges udtrykket "kampens spiller" ( irsk: Laoch na hImeartha </link> , "spillets helt") i stedet.    

## Ishockey
I nordamerikansk ishockey bliver de tre spillere, der præsterer bedst i spillet (ofte enten dem, der samler flest point eller målmænd med en fremragende præstation) normalt udpeget som spillets tre stjerner : den bedst præsterende spiller er den "første stjerne", og så videre. Denne tradition opstod i 1930'erne som en promovering af et "Three Star" benzinmærke.
I internationalt spil (og uden for Nordamerika) bruges trestjernekonceptet dog sjældent. I stedet kan andre ligaer udstede priser til én spiller, der præsterede bedst i spillet.

## Rugby fodbold
Begge koder for rugby, rugby league og rugby union har almindeligvis kampens mand- eller kampens spiller-priser. I tv-udsendte eller sponsorerede kampe bestemmer ofte en kommentator eller sponsor, hvem der får prisen, og den bliver overrakt til vinderen efter kampen.
Eksempler på kampens mand-priser i professionelle mænds rugbyliga er Clive Churchill-medaljen i National Rugby League Grand Final, Karyn Murphy-medaljen i NRL Women's Grand Final, Lance Todd Trophy i Challenge Cup- finalen og Harry Sunderland Trophy i Superligaens store finale .

## Universitets basketball og universitets (amerikansk) fodbold
I basketball på universitetet og amerikansk fodbold på universitetet, bliver de to kollegiale sportsgrene med den største tv-dækning i USA, en topspiller fra hvert hold normalt hædret som "spillets spillere". Disse atleter kan normalt ikke indsamle materielle præmier på grund af NCAA- regler. I stedet vil tv-selskaber, der udsender spillet, eller firmasponsorer ofte give donationer til hver skoles stipendiefonde i navnet på de vindende spillere. </link>
I basketball på universitetets Final Four-begivenheder gives en pris for mest fremragende spiller for præstationer på tværs af både semifinale- og mesterskabsspillet. Der gives også en pris for mest fremragende spiller for hver af de fire regioner, baseret på præstationer i de regionale semifinaler (Sweet Sixteen) og finalen (Elite Eight).

## Gridiron fodbold
National Football League udnævner en MVP for to fremtrædende kampe på sin tidsplan:
- En Super Bowl Most Valuable Player Award er blevet tildelt ved hver Super Bowl (NFL's mesterskab).
- Pro Bowl har haft en MVP-pris gennem hele sin eksistens. Det nuværende Pro Bowl MVP-format vælger to spillere, en fra offensiven og en fra defensiven. Fra 1956 til 1971 blev der givet to MVP-priser, en til en færdighedsposition og den anden til en lineman eller linebacker . I 1972 blev en offensiv og defensiv MVP udnævnt. Fra 1973 til 2012 blev en enkelt Pro Bowl MVP valgt.

Individuelle spil har typisk en uformel spiller (eller spillere) af spillet valgt af det udsender-netværk, der dækker spillet; et fremtrædende eksempel på dette fænomen er trofæerne Turkey Leg Award, All-Iron Award og Galloping Gobbler tildelt for spil afholdt på Thanksgiving .
Den Canadiske fodboldliga uddeler to MVP-priser for sit mesterskabsspil, Grey Cup . Gray Cup Most Valuable Player -prisen er åben for alle spillere; Dick Suderman Trophy er begrænset til spillere med canadisk statsborgerskab, eller som er opvokset i Canada siden deres barndom.

## Eksterne links
1. "man of the match - definition of man of the match in English - Oxford Dictionaries". Oxford Dictionaries - English. Arkiveret fra originalen 25. oktober 2016.
2. "woman of the match - definition of woman of the match in English - Oxford Dictionaries". Oxford Dictionaries - English. (Webside ikke længere tilgængelig)
3. Hawkins, Si (27. februar 2008). "Football: The problem with man of the match awards". The Guardian. Arkiveret fra originalen 1. marts 2018. Hentet 6. maj 2018.
4. "How the Premier League's monthly awards work". Arkiveret fra originalen 4. februar 2017.
5. "Norm Smith Medal - AFL.com.au". afl.com.au. Arkiveret fra originalen 16. oktober 2016.
6. "Records / Test matches / Individual records (captains, players, umpires) /Most player-of-the-match awards". ESPN Cricinfo. ESPN Sports Media. Arkiveret fra originalen 3. marts 2014. Hentet 2. januar 2014.
7. "4th ODI: West Indies v New Zealand at Georgetown, Apr 3, 1996 | Cricket Scorecard | ESPN Cricinfo". ESPN Cricinfo. ESPN. Arkiveret fra originalen 4. april 2015. Hentet 24. marts 2015.
8. "5th Test, West Indies tour of South Africa at Centurion, Jan 15-18 1999 - Match Summary - ESPNCricinfo". ESPNcricinfo. Arkiveret fra originalen 6. november 2012.
9. "Records / One-Day Internationals / Individual records (captains, players, umpires) /Most player-of-the-match awards". ESPN Cricinfo. ESPN Sports Media. Arkiveret fra originalen 4. marts 2014. Hentet 2. januar 2014.
10. "Records / One-Day Internationals / Individual records (captains, players, umpires) / Most player-of-the-match awards". Arkiveret fra originalen 2. september 2012.
11. "man of the match - Translation to Irish Gaelic with audio pronunciation of translations for man of the match by New English-Irish Dictionary". www.focloir.ie. Arkiveret fra originalen 17. august 2017.
12. "Bookie pays out on man of the match bets - Hoganstand.com". www.hoganstand.com. Arkiveret fra originalen 17. august 2017.
13. "Fiona scoops player of the match award – The Clare Champion". clarechampion.ie. december 2011. Arkiveret fra originalen 17. august 2017.
14. "Ereena Fryday receives her player of the match award from Catherine Neary 12/2/2017". Arkiveret fra originalen 17. august 2017.
15. Cahill, Jackie (14. august 2017). "Shine hails impact of teen star O'Donoghue". independent.ie.
16. Cahill, Jackie (12. august 2017). "Dublin overcome plucky Waterford to reach final four". RTÉ.ie. Arkiveret fra originalen 17. august 2017.
17. "Top 10 hockey gimmicks... or if you prefer, innovations". 15. juni 2006. Arkiveret fra originalen 15. juni 2006.